# Aquaphor

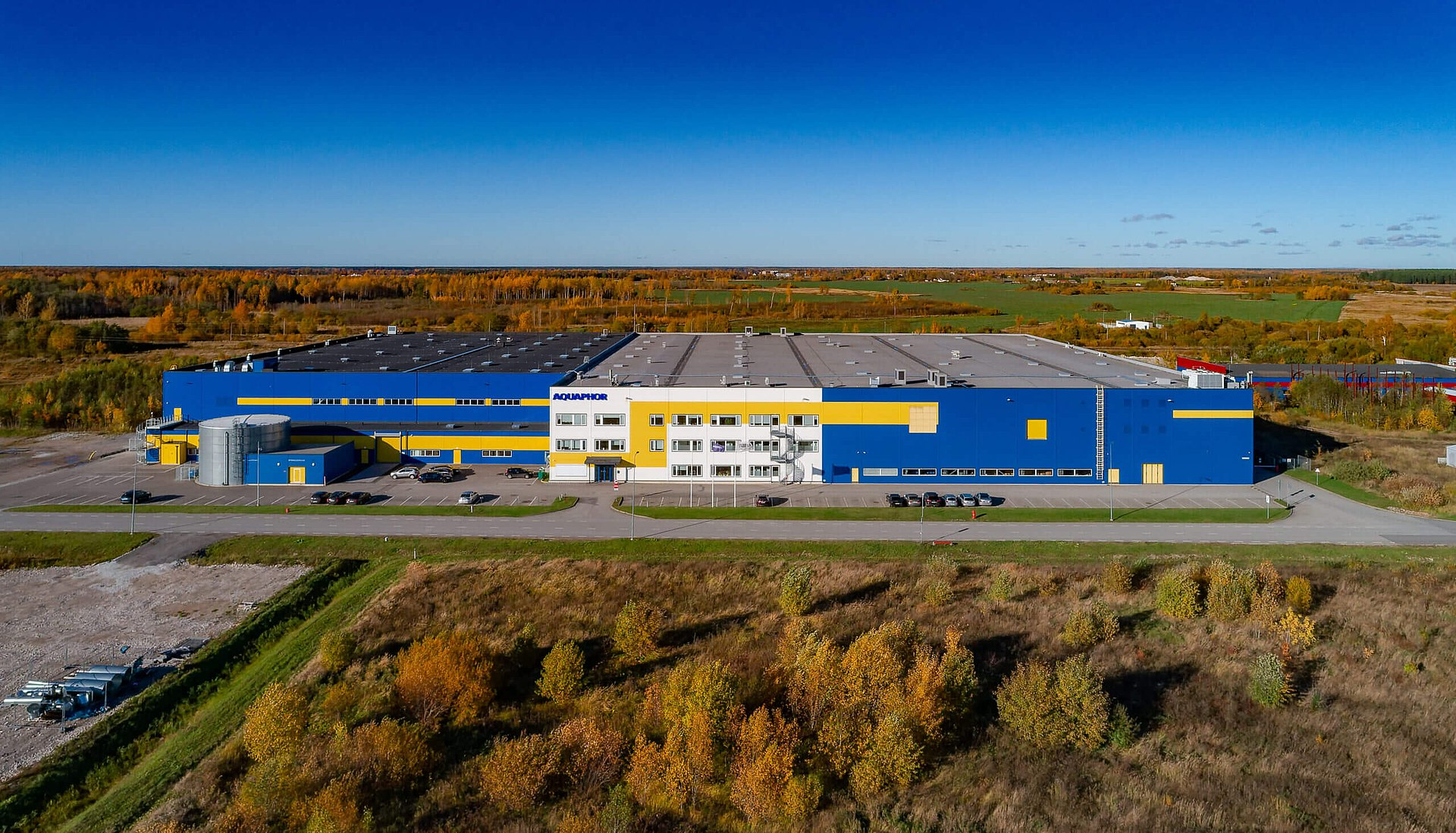
Továrna Narva

Aquaphor International OÜ je estonský výrobce systémů na čištění vody s mezinárodní působností.
Na světovém trhu je známá jako výrobce high-tech domácích a profesionálních filtračních systémů. Komerční filtry se používají v průmyslu, zemědělství, lékařství a komunálních sociálních zařízeních. Divize výzkumu a vývoje, výroby a marketingu se nacházejí v Evropě, Izraeli, Číně a USA.
Aquaphor International OÜ byla založena v roce 2006 s celkovou plochou 53 000 m² plně vybavených výrobních zařízení. Z toho 51 000 m² se nachází v Estonsku, 2 000 m² v Izraeli. V roce 2012 byla otevřena první estonská továrna na filtry Sillamäe. Další výroba byla postavena v roce 2014 v Narvě, kde se vyrábějí různé systémy pro domácí i profesionální použití.
AQUAPHOR Professional (APRO) – Divize Aquaphor International OÜ navrhuje, vyrábí a udržuje systémy vodní filtrace založené na membránách s reverzní osmózou pro průmyslové aplikace. Odsolovací systém AQUAPHOR Professional dodává sladkou vodu největší polské loděnici Remontowa Shipyards, která denně přijímá až 200 lodí k opravě a údržbě.

## Produkty
Sortiment zahrnuje filtrační konvice, kohoutkové filtry, dřezové filtrační systémy, předfiltry, čističe celého domu, změkčovače vody, reverzní osmózu a ultrafiltrační systémy pro domácí a průmyslové aplikace.

## Výrobní závody v Estonsku
- Závod v Sillamäe: v roce 2012 byla zahájena první fáze výstavby výrobního komplexu o rozloze 7000 m² v Sillamäe.[6]

- Továrna v Narvě: v roce 2015 byla zahájena první fáze výstavby továrny v Narvě o rozloze 16 500 m².[7]

- Závod Sillamäe, nové linky: v roce 2019 byla zahájena druhá fáze výstavby závodu Sillamäe o rozloze 16 310 m².[8]

- Závod v Narvě, nové linky: v roce 2022 druhá fáze závodu o rozloze 11 000 m² v Narvě. Nová linka zajišťuje hromadnou výrobu membránových systémů a odsolovacích systémů určených pro průmysl, zemědělství, lékařství a utilit.[9]

- Investiční plány na rok 2025: Estonské ministerstvo hospodářství a komunikací, vláda města Narva, vláda města Narva-Jõesuu,[10] nadace Ida-Virumaa Tööstusulade Arendamina Foundation a Aquaphor International OÜ podepsaly memorandum o porozumění na vybudování závodu na výrobu plně robotických filtračních systémů v Narvě do roku 2025 . Předpokládaný příliv investic do regionu v souvislosti s výstavbou závodu o rozloze 110 000 m² a vytvořením 700 nových pracovních míst se odhaduje na 200 milionů eur.[11]